# AltaVista
AltaVista war eine Websuchmaschine, die aus einem Forschungsprojekt der Digital Equipment Corporation (DEC) hervorging und Ende 1995 vorgestellt wurde. Es handelte sich um eine der ersten Suchmaschinen, mit der man eine Volltextrecherche nach relevanten Webseiten durchführen konnte. Entwickelt wurde diese von Louis Monier, Joella Paquette und Paul Flaherty.

## Geschichte
Im Dezember 1995 ging der AltaVista-Suchdienst unter der URL http://altavista.digital.com an den Start und war bis ins Jahr 1999, als Google diese Rolle übernahm, die bekannteste Volltext-Suchmaschine neben HotBot. Grundprinzip des von AltaVista genutzten Ranking-Algorithmus war die Auswertung der Meta-Tags auf den HTML-Seiten. Gleichzeitig wurden jedoch auch Textfragmente von den HTML-Seiten mit indexiert und nach einer internen Logik zur Einordnung der Links auf einer Ranking-Position herangezogen.
Nach der Übernahme von DEC durch Compaq (1998) wurde aus AltaVista – daraufhin unter altavista.com – ein eigenständiges Unternehmen, das eine Zeit lang versuchte, als Webportal kommerziell erfolgreich zu sein. Ursprünglich diente der Dienst vor allem als Technikdemonstration für die Leistungsfähigkeit der dazu verwendeten DEC-Server. Später spezialisierte sich AltaVista wieder auf das Suchen und gab die Portal-Aktivitäten auf. Der Umfang der in der Suche erfassten Websites war allerdings wesentlich geringer als der von Google. In Deutschland existierte eine Kooperation mit der damals einflussreichen Suchmaschine Fireball, die nicht-deutschsprachige Suchergebnisse von AltaVista bezog.
Im Mai 2000 startete AltaVista als Reaktion auf Google eine weitere Suchmaschine unter den Namen Raging Search (http://www.raging.com bzw. http://ragingsearch.altavista.com – heute auf den Yahoo-Dienst umgeleitet). Diese verwendete den gleichen Datenbestand wie die Hauptsuche aber einen an Google angelehnten Algorithmus. Zudem wurde auf der Webseite ebenfalls auf grafische Werbung und die Präsentation von Portalinhalten verzichtet.
Sechs Jahre nach dem Start, im Februar 2003, wurde die inzwischen angeschlagene AltaVista Company überraschend von Overture übernommen, einem Unternehmen, das Suchtechnik entwickelt und das sich seit 2003 im Besitz von Yahoo Inc. befindet.
Erstmals am 16. Dezember 2010 wurde über eine veröffentlichte Präsentation bekannt, dass Yahoo als Teil von Restrukturierungsmaßnahmen den Suchdienst schließen wird. Nachdem bereits seit 2010 alle Suchanfragen von Altavista auf Yahoo Search umgeleitet wurden, wurde der Dienst am 8. Juli 2013 endgültig eingestellt.

## Dienste
Der von AltaVista auf Basis der Übersetzungssoftware von SYSTRAN entwickelte Babel Fish war der erste maschinelle Web-Übersetzungsdienst, der Wörter, Phrasen oder ganze Websites aus verschiedenen Sprachen übersetzen konnte.